# San Mateo (kanton)
San Mateo is een stad (ciudad) en gemeente (cantón) in de provincie Alajuela. Het gebied beslaat een oppervlakte van ongeveer 125 km² en heeft 6850 inwoners. De hoofdplaats is net zoals bij de meeste kantons in Costa Rica gelijknamig aan de naam van de gemeente en ook dit keer is dit het geval, want San Mateo is de hoofdplaats.
Het is onderverdeeld in vier kleine deelgemeenten (distrito): San Mateo (de eigenlijke stad), Desmonte, Jesús María en Labrador.